# Медный король
«Медный король» — роман Марины и Сергея Дяченко в стиле фэнтези. Впервые опубликован в 2008 году. Описанный в «Медном короле» мир связан с миром романа Дяченко «Варан», но по сути «Медный король» представляет собой совершенно отдельную книгу; чтобы понять её, читать «Варана» необязательно.

## Сюжет
В основе сюжета романа — повествование о детстве и юности волшебного гексы (получеловека, полуволшебника) Развияра, его борьбе со злыми силами и поисках волшебного яйца, позволяющего герою стать обладателем вселенной. Главный герой — сын обычного отца и необычной матери, которая происходит из племени гекса, таинственного и не любимого многими в Империи. Когда корабль с хозяином Развияра, книготорговцем, подходит к городу Мирте, в Развияре распознают гексу-полукровку, в результате он очутился за бортом и попал на островок, где находится маяк и странный старик. Старик делится с Развияром таинственным заклинанием — достаточно сделать некий жест и проговорить: «Медный король, Медный король, возьми, что мне дорого, подай, что мне нужно», чтобы сбылось требуемое.
Далее Развияра продают в рабство, он попадает на корабль контрабандистов, затем оказывается в величественном замке; из простого раба становится отличным воином, обретает друзей и врагов, участвует в древнем конфликте между двумя народами. В центре романа — события, связанные с завоеванием Развияром мира; повествуется о многочисленных битвах и военных противостояниях персонажей. Произнося фразу: «Медный король, возьми, что ценю, дай то, в чём нуждаюсь» — Развияр жертвует ближайшими сердцу людьми и в результате становится одиноким; за исполнение желаний он жертвует человечностью, любовью, дружбой, отцовством, преданностью. Да и в остальных случаях, не связанных с пожертвованиями Медному королю, но требующих бескомпромиссных, жёстких решений, главный герой совершает поступки правильные, но бесчеловечные. Будучи смелым, честным, отважным завоевателем, он в конечном счёте превращается в страшного и жестокого правителя.

## Литературные особенности
Как и другие романы Дяченко, «Медный король» — книга о трагичности выбора. Его главному герою постоянно приходится совершать выбор, и каждый раз выбор оказывается правильным на данный момент и неправильным в перспективе.
«Медный король» — качественный приключенческий роман, с ярко выписанным миром. Этот роман основан на многочисленных верованиях и сказаниях — мифологическая основа в романе является своеобразным посредником, звеном между реальным и вымышленным миром. Кроме того, авторами введено значительное количество фантастических названий, обозначающих те или иные вещи или вымышленных животных.
В центре повествования — квест, вокруг которого строятся все сюжетные перипетии романа; внимание акцентируется на борьбе добра со злом. «Медный король» представляет собой оригинальную комбинацию классификационных разновидностей фэнтезийного жанра: в сюжетно-композиционной структуре произведения соединяются черты героического фэнтези и лирического.
«Медный король» — один из самых неоднозначных романов соавторов. В предыдущих романах Дяченко роль каждого персонажа чётко прописана (хотя и без потерь в психологических нюансах), в «Медном короле» же персонажи противоречивы, никто из них не однозначно положителен и не однозначно отрицателен, а Развияр часто вызывает у читателя сочувствие, но не вызывает у него симпатии.
Хотя роман написан в жанре развлекательной литературы, его отличает тщательность стилистической отделки и психологическая достоверность, внимание к сложным этическим проблемам. Однако, по мнению критика В. Пузия, стиль повествования слегка упрощён (как бы с точки зрения Развияра на том этапе, когда он был ещё подростком) и на протяжении всего романа почти не меняется, ближе к концу диссонируя с образом повзрослевшего героя; в результате — стилистические штампы, пафосность.

## Награды
Роман получил приз «Бронзовый кадуцей» на фестивале «Звёздный мост» в 2008 и премию «Странник» в 2009 году.